# Fastback
Fastback es un tipo de carrocería de automóvil en la cual la luneta trasera está casi horizontal y paralela a la zaga, formando un plano continuo. Ya que la silueta de un fastback carece de quiebres en la parte posterior, suele tener un coeficiente aerodinámico menor que un tricuerpo similar.[cita requerida]

## Historia

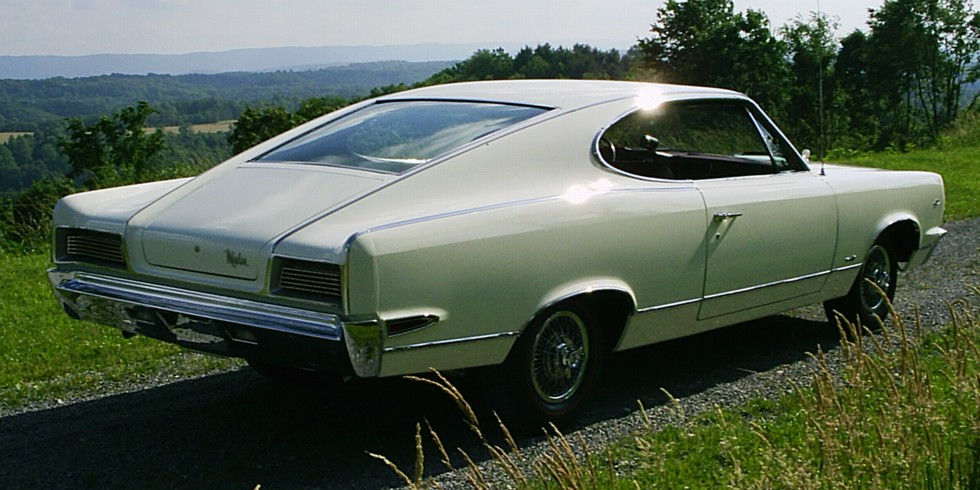
Rambler Marlin de 1967, un típico ejemplo estadounidense.

Históricamente, este formato está generalmente asociado a una carrocería cupé. Tanto es así que los cupés que no tienen un formato fastback se los llama a veces "sedán de dos puertas" en lugar de cupé. Sin embargo, los automóviles con otras carrocerías pueden tener rasgos de fastback. Por ejemplo, varios modelos similares al Citroën DS con carrocería sedán de los años de 70 y 80, tenían la tapa de la cajuela casi tan inclinada como el vidrio.[cita requerida]
Algunos de los primeros automóviles con carrocería hatchback tenían la luneta trasera casi tan inclinada como un fastback. Este formato se popularizó en Europa, en particular en modelos del segmento D y evolucionó al agregarse un pequeño escalón al final de la luneta. Este formato se conoce hoy como liftback.[cita requerida]
A lo largo de la década de 2000, la luneta trasera de los coches con carrocería sedán se ha vuelto cada vez menos vertical. Al suavizarse los quiebres con el techo y la tapa de la cajuela, la silueta se va asemejando a la de un fastback. El ejemplo más radical de esto es el Mercedes-Benz Clase CLS, un sedán de cuatro puertas con silueta fastback que fue publicitado como "cupé de cuatro puertas".[cita requerida]

Algunos ejemplos más representativos:
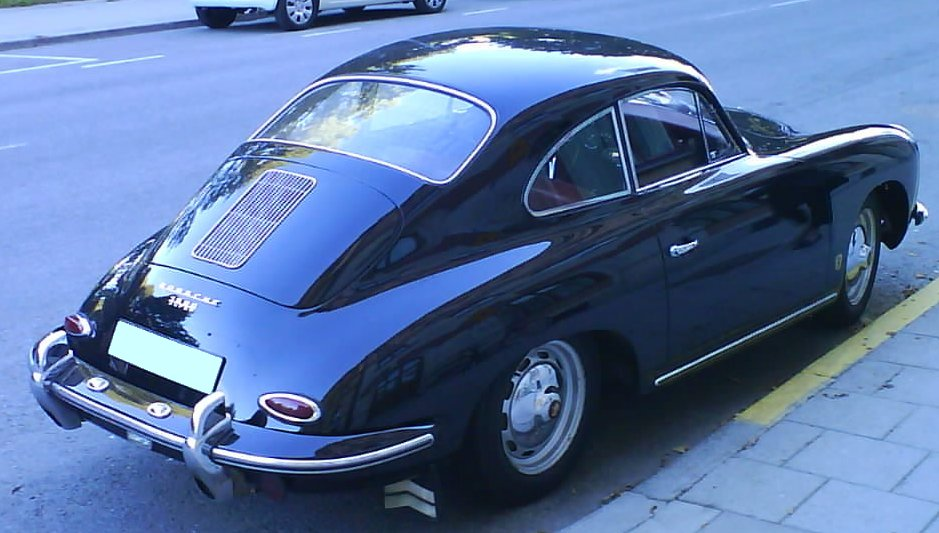
Porsche 356, un cupé fastback alemán de la posguerra
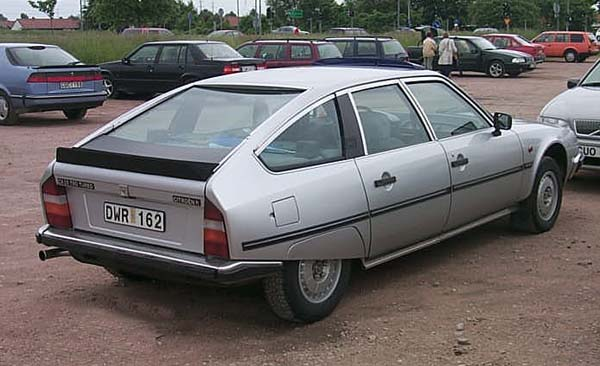
Citroën CX, mezclado entre un hatchback y un fastback
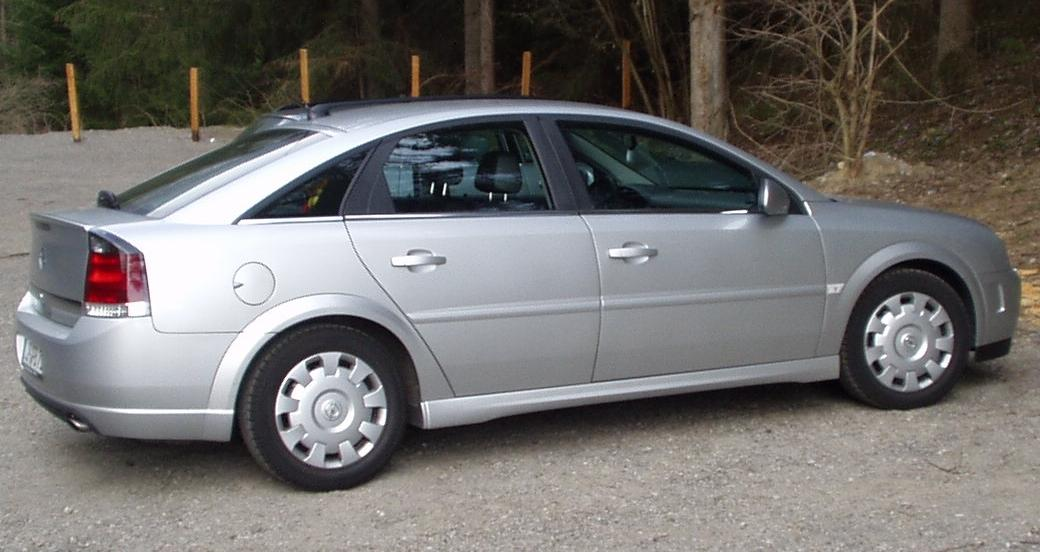
Opel Vectra C GTS, un liftback con formato fastback
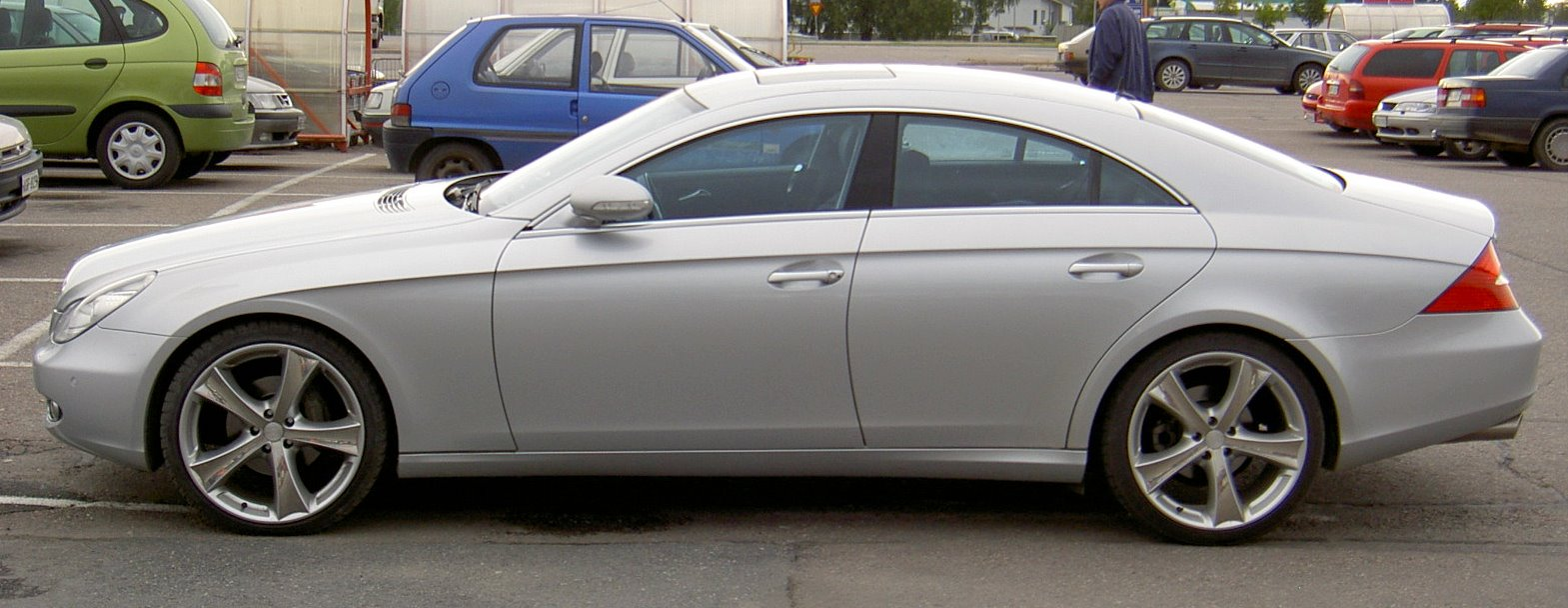
Mercedes-Benz CLS 320 CDI, un sedán con silueta fastback